# Volkswagen Karmann Ghia
Volkswagen Karmann Ghia —  спортивний автомобіль німецької компанії Volkswagen, що продавався з кузовами купе 2+2 (1955-1974) та кабріолет (1957-1974) і створений на платформі автомобіля «Жука».
Karmann Ghia мав внутрішнє призначення Typ 14. 
Фірма Фольксва́ген у 1961 році представила нове купе з кутастим кузовом (Typ 34), створеним на платформі Typ 3.

## Історія

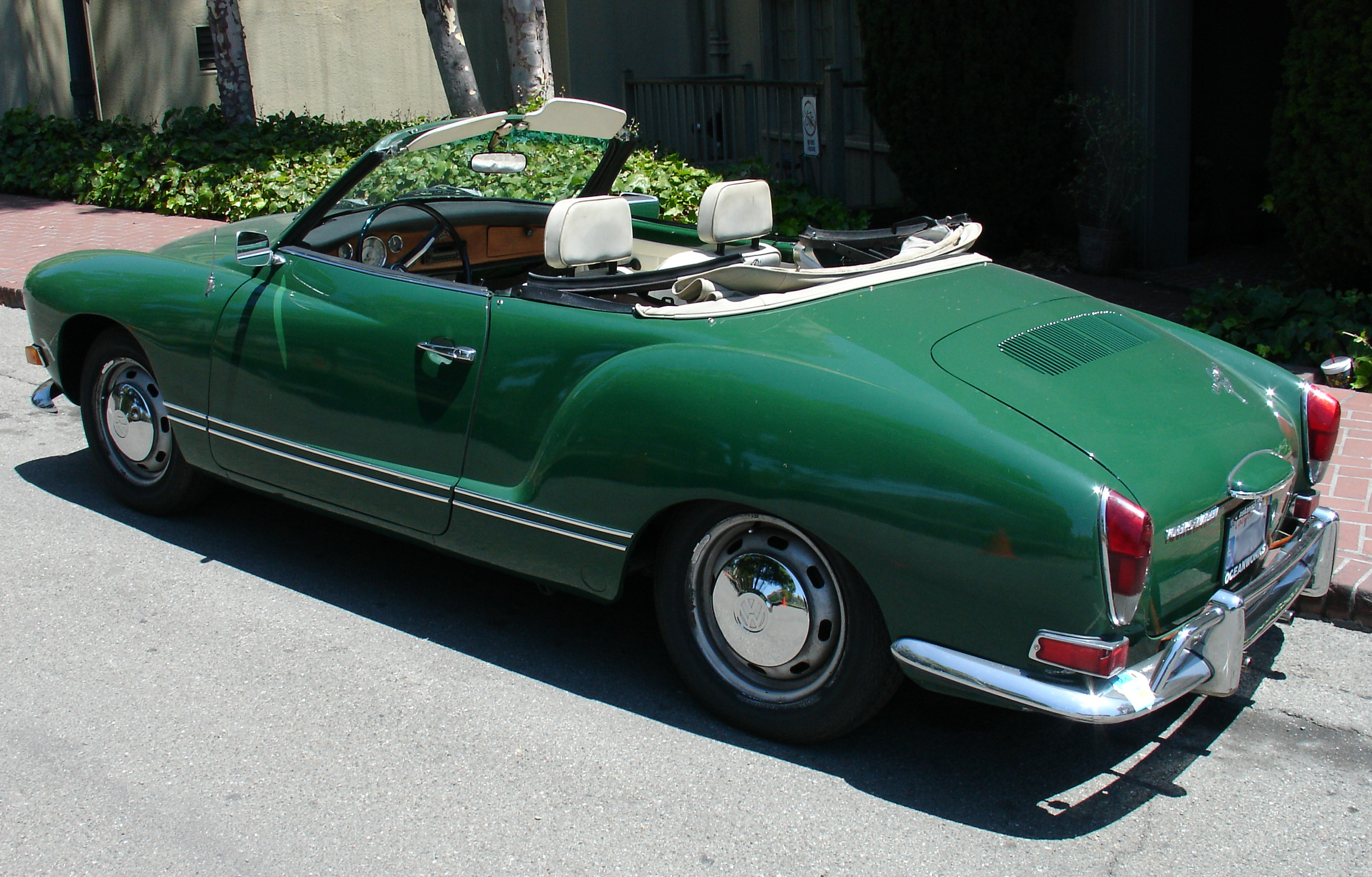
Volkswagen Karmann Ghia convertible

У кінці 1940-х років керівництво Фольксва́гена дійшло до висновку про необхідність створення престижнішого автомобіля, ніж кабріолет, які будувалися кузовними ательє Hebmuller і Karmann. Тому в 1950 році останньому ательє був доручений проект оригінального автомобіля на шасі «Жука». Доктор Вільгельм Карманн таємно залучив до роботи італійське ательє Carrozeria Ghia Coachbuilding, фахівці якого всупереч завданням побудували не родстер, а дводверне купе. У червні 1955 року для представників преси відбулася презентація новинки, тоді ж машина отримала власну назву Volkswagen Karmann-Ghia. Офіційний світовий дебют відбувся на Франкфуртському автосалоні у вересні 1955 року.
Кузов задньомоторного купе Volkswagen Karmann-Ghia фактично був монолітним: на складальному підприємстві Karmann у німецькому Оснабрюці спочатку не було кузовних штампів, і елементи зварювали вручну, а потім кожен шов оброблявся і згладжуються свинцем. Якість купе вважалося одним з найкращих у світі, але вартість Karmann-Ghia перевершувала ціну стандартного «Жука» приблизно в 1,5 рази. Цікаво, що купе експортувалися і до країн з лівостороннім рухом, тому існували автомобілі з розміщенням керма справа.
Volkswagen Karmann-Ghia також випускався з кузовом кабріолет, а базова версія виготовлялася до 1974 року в Німеччині і до 1975 року в Бразилії. Сумарна кількість недорогого і стильного купе склав близько 487 000 автомобілів.

## Typ 34 Karmann Ghia

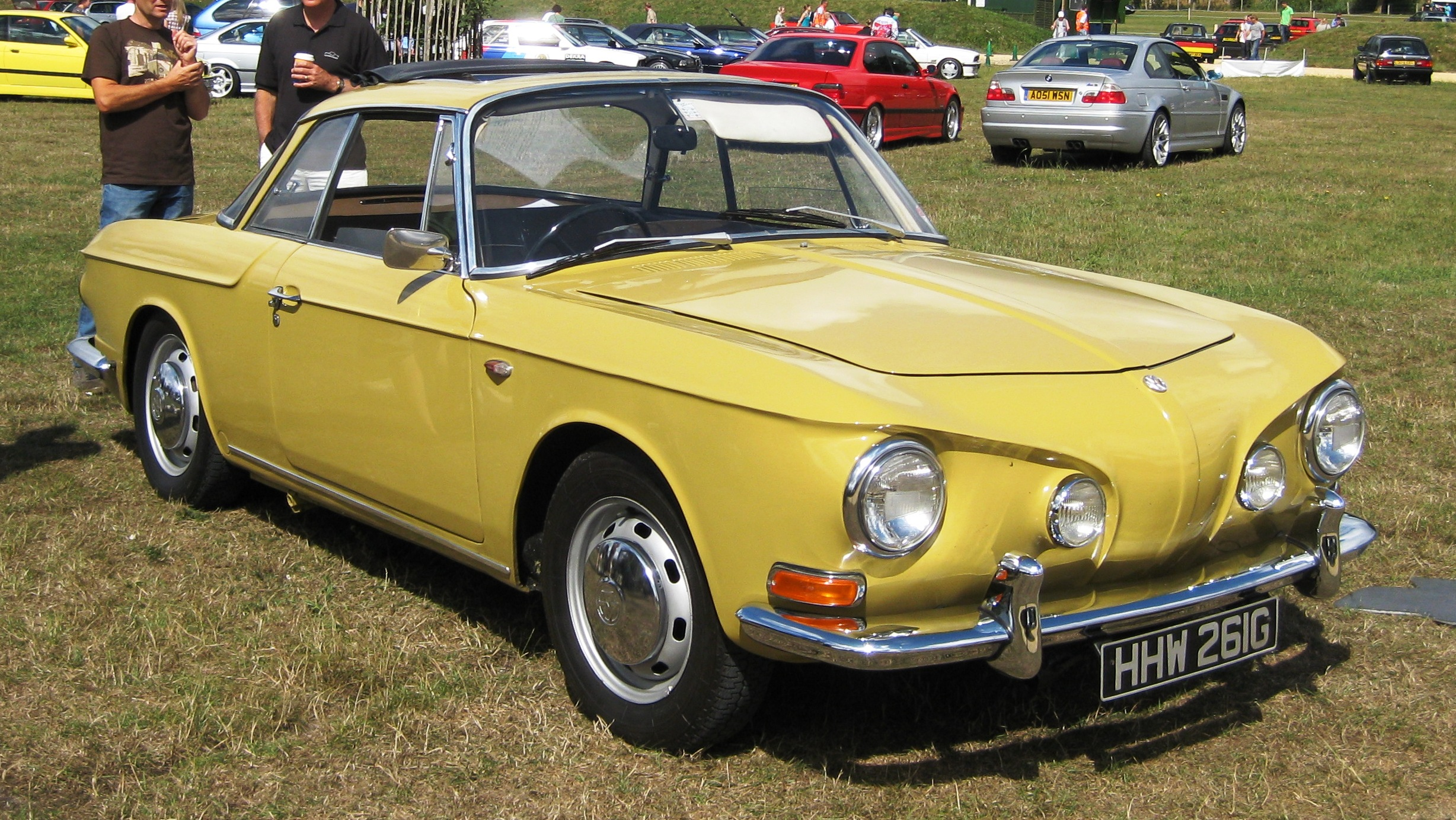
Volkswagen Karmann Ghia (Typ 34)

У вересні 1961 року Фольксваген представив VW 1500 Karmann Ghia, або Typ 34, створений на платформі Typ 3 з двигуном 1500 см3 і дизайном італійського інженера Серджіо Сартореллі (Sergio Sartorelli).
До появи VW-Porsche 914, що його замінив, Type 34 був найдорожчим і найрозкішніним з легкових автомобілів VW виготовлених у 1960-х роках - Type 34 коштував стільки, скільки два Жуки на багатьох ринках. Порівняно висока ціна позначилася на невисокому збуті, було виготовлено тільки 42 505 автомобілі (плюс 17 прототипів кабріолета).

## Двигуни
- 1200 см3, 1300 см3, 1500 см3, 1600 см3 Н4